# Tarahne Provincial Park
Der Tarahne  Provincial Park (auch Tarahne  Park) ist ein etwa 3 Hektar (ha) großer Provincial Park im Nordwesten der kanadischen Provinz British Columbia, in der Stikine Region.  Der Park gehört zu der Gruppe von weniger als 3 % der Provincial Parks in British Columbia die eine Fläche von 5 ha oder weniger haben. 
Der rechteckige Park liegt am nördlichen Rand der Gemeinde Atlin und wurde im Jahr 1974 eingerichtet. Als sogenannter Day-Use-Park verfügt er, außer einen kleinen Picknickbereich und einen Sportbereich mit Baseballfeld, über keine touristische Infrastruktur. Städtische Parks dieser Art werden normalerweise nicht durch BC Parks verwaltet, da in Atlin jedoch auf Grund der regionalen und örtlichen Gegebenheiten keine kommunale oder regionale Behörde die Verantwortung für diesen Park übernehmen konnte, wird hier eine Ausnahme gemacht.
Der nächstgelegene Provincial Parks ist der im südlichen Bereich des Atlin Lake gelegene Atlin/Áa Tlein Téix’i Provincial Park.